# Druga kitajsko-japonska vojna
Druga kitajsko-japonska vojna je potekala od 7. julija 1937 do 2. septembra 1945 in je bila najbolj obsežen in krvav spopad na azijskih tleh v dvajsetem stoletju. Vanjo sta bili neposredno vpleteni Republika Kitajska in Japonsko cesarstvo, v ozadju pa je bilo moč zaznati še močen vpliv ZDA in ostalih kolonialnih sil, ki so se bale širjenja japonskega imperija. Vojna je bila posledica japonskega militarističnega imperializma, ki si je želel pridobiti kar največ novega ozemlja in surovin za vedno bolj rastoče japonsko prebivalstvo. Čeprav so manjši spopadi med državama potekali že prej, so Japonci 7. julija 1937 izkoristili incident na mostu Marko Polo in napadli Kitajsko. Vojna se je v kratkem spremenila v obsežen spopad, ki je terjal več kot 22 milijonov življenj. Po letu 1941 je spopad med državama postal del druge svetovne vojne v Aziji in Pacifiku. Boji so se zaključili septembra 1945 z japonsko kapitulacijo.

## Predhodno dogajanje
Preden je leta 1937 prišlo do vojne, sta imeli državi že dolgo zgodovino spopadov. Vse se je začelo leta 1894 s prvo kitajsko-japonsko vojno, v kateri so Japonci zasedli Korejo in Tajvan. Nato je med državama nekaj časa vladal relativen mir, dokler si Japonci niso zaželeli s surovinami bogate Mandžurije. Da bi zasedli to najsevernejšo Kitajsko pokrajino, so izkoristili t. i. Mukdenski incident in 18. septembra 1931 napadli Kitajsko in ji po petih mesecih bojev odvzeli Mandžurijo. Posledica te okupacije je bila, da so Japonsko izključili iz Društva narodov. Japonci so v Mandžuriji ustanovili novo državo z marionetno vlado, ki ji je vladal zadnji kitajski cesar Puyi. Japonci so v naslednjih mesecih in letih utrjevali svojo oblast na zasedenih ozemljih, kar je pripeljalo do številnih obmejnih incidentov med japonsko in kitajsko vojsko. Leta 1932 si je Japonska prisvojila še provinco Rehe, provinci Hebei in Chahar pa sta postali nekakšno demilitarizirano območje, na katerem pa je bilo na tisoče japonskih vojakov. Čeprav je bila Kitajska velika ta nikoli ni predstavljala resne grožnje Japonski, saj je bilo kitajsko vodstvo slabotno in nesposobno organizirati resen odpor, poleg tega so Kitajsko pretresali še notranji spopadi s komunisti pod vodstvom Mao Cetunga. Za Kitajsko je velik problem predstavljal tudi t. i. boksarski sporazum, ki je tujim silam (med njimi je bila tudi Japonska) omogočal varovanje komunikacijskih poti in izvajanje vojaških manevrov brez predhodnega dovoljenja kitajske vlade.

## Vojna

### Incident na mostu Marka Pola
Sedmega julija 1937 je na mostu Marka Pola prišlo do incidenta, ki je v sprožil najbolj obsežen in krvav konflikt na azijskih tleh. Most se nahaja kakih 15 km južno od Pekinga in je v tridesetih letih dvajsetega stoletja predstavljal pomembno komunikacijsko pot med japonskimi zasedenimi ozemlji in preostalo Kitajsko. Junija 1937 je japonska vojska v okolici mostu začela izvajati vojaške manevre. Kitajska vlada je od japonske vojske zahtevala, da jo ta predhodno obvesti o vseh vojaških premikih. Po pogajanjih je prišlo do dogovora, Japonci so spoštovali kitajsko zahtevo vse do usodnega 7. julija. Tistega dne je japonska vojska v okolici mostu začela izvajati nočne manevre, kitajska straža v okolici mostu ni bila obveščena o japonskih namerah, zato je mislila, da je napadena. Okoli enajste ure zvečer je prišlo do kratke izmenjave ognja. Ker se nekateri japonski vojaki zaradi streljanja niso pravočasno vrnili v svoj tabor, je japonski poveljnik sklepal, da jih je zajela kitajska vojska. O incidentu je poročal v poveljstvo. To je poklicalo kitajsko poveljstvo in zahtevalo takojšnjo preiskavo dogodka. Medtem ko sta se poveljstvi pogajali, je japonska pehota poizkušala vdreti v bližnje mesto Wanping, vendar je bila pri tem s strani kitajske straže odbita. Okoli tretje ure zjutraj, 8. julija, so Japonci dobili okrepitve, okrepitve pa so poslali tudi Kitajci. Zgodaj zjutraj je dokončno prišlo do dogovora o preiskavi, zato so Japonci v mesto Wanping poslali dva opazovalca, ki pa sta bila nato zavrnjena, zato je japonska vojska začela obstreljevati kitajske obrambne položaje. Nekaj minut pozneje pa se je japonska pehota ob podpori oklepnikov pognala v napad in zasedla most, ki je v japonskih rokah ostal vse do 9. julija, ko so ga pod okriljem dežja in megle ponovno zasedle kitajske čete. Kmalu zatem so se začela pogajanja, razglašeno je bilo premirje, ki pa ga Japonci niso spoštovali, saj so še naprej bombardirali Wanping. Kitajci jim niso ostali dolžni, 27. julija so napadli japonske položaje in bili krvavo odbiti, spopad, ki je bil na začetku videti kot eden izmed številnih obmejnih incidentov, se je kmalu razširil v obsežno vojno med državama.

### Spopadi se razširijo
Po incidentu na mostu Marka Pola so se spopadi začeli nezadržno širiti, zato je Čjang Kajšek ukazal popolno mobilizacijo kitajskih čet. Konec julija in v začetku avgusta so japonske čete po kratkem boju zasedle Peking in Tianjin. Trinajstega avgusta so kitajske čete napadle japonske marince v Šanghaju, kar je pripeljalo do bitke za Šanghaj, ene izmed najbolj krvavih bitk druge kitajsko-japonske vojne. Sprva je kazalo, da bodo kitajske čete premagale japonske in jih vrgle v morje, nato pa so Japonci v okolici mesta izvedli pomorski desant. Slabo opremljena kitajska vojska ni bila kos svežim japonskim enotam, zato se je bila ta med oktobrom in novembrom 1937 prisiljena umakniti. Japonci so v bitki zmagali, vendar so imeli pri tem ogromne izgube. Da so zasedli mesto, so morali mobilizirati več kot 200.000 vojakov, večje število bojnih ladij in letal. Po treh mesecih krvavih bojev za vsako ulico in hišo je bilo mesto popolnoma v ruševinah.
Konec leta 1937 so Japonci zasedli Nanking, takratno prestolnico Kitajske, in Šanši. Po zasedbi prestolnice je v mestu prišlo do t. i. nankingškega pokola, v katerem so japonski vojaki zverinsko umorili več kot 300.000 Kitajcev. V začetku leta 1938 je bila v japonskih rokah že skoraj vsa severo-vzhodna Kitajska. Dejanje je v japonskem parlamentu povzročilo politično krizo, saj se je izkazalo, da je japonska vlada izgubila nadzor nad japonsko vojsko na Kitajskem. Ta je v želji po novih osvajanjih in zmagah zavračala vse ukaze iz matične domovine, stvari pa so se še dodatno zapletle, ko so se na strani Kitajcev v vojno vpletle prostovoljne enote iz Sovjetske zveze. Japonsko brezglavo osvajanje se je ustavilo šele z bitko pri Taierzhuangu, ki se je na presenečenje vseh končala z odločno kitajsko zmago. Po tej bitki so Japonci popolnoma spremenili svojo osvajalno strategijo, saj so spoznali, da je Kitajska enostavno prevelik zalogaj za majhno otoško Japonsko. Njihov naslednji cilj je bil Vuhan, nova prestolnica Kitajske. Z napadom na to mesto so upali, da bodo kitajsko vlado prisilili k mirovnim pogajanjem in tako končali vojno, ki je že resno načela japonsko gospodarstvo in zunanji ugled. Za napad na mesto so Japonci zbrali skoraj vso kopensko vojsko, ki so jo premogli. Mesto je po krvavih spopadih padlo 27. oktobra 1938, kitajska vlada je zbežala v Chongqing in zgodilo se ni nič. Japonci so zaman upali, da bodo Čjanga Kajška prisilili v mirovna pogajanja. Ta ni odstopal od zahteve, da se japonske čete umaknejo za meje izpred leta 1937.
Po bitki za mesto Vuhan je morala japonskih čet začela vidno upadati, saj spopadom ni bilo videti konca. Japonska vojska, ki je bila relativno majhna, se je na zasedenih ozemljih začela srečavati s številnimi težavami. Velik problem je predstavljala logistika, ki na hribovitem kitajskem terenu ni dohajala japonskih čet in napadi odporniških skupin, med katerimi so bili najbolj drzni komunisti, ki so bili hkrati tudi trn v peti Čang Kaj-Škovi vladi. Narasli pa so tudi stroški vojne. Iz obupa po čim prejšnjem končanju vojne je japonsko poveljstvo izdalo ukaz o bombardiranju vseh večjih kitajskih mest. Posledica napadov je bila smrt več sto tisoč civilistov, več kot milijon pa je bilo ranjenih in pregnanih z domov.
V drugi polovici leta 1939 je kitajskim četam uspelo osvoboditi mesti Čangša in Guangši. To jih je spodbudilo, da so konec leta 1939 in v začetku leta 1940 proti japonskim četam sprožili obsežno protiofenzivo, ki pa se je za kitajsko stran končala katastrofalno, saj je Kitajcem kronično primanjkovalo sodobnega orožja in pa tudi izkušenj iz modernega bojevanja. Po tej ofenzivi so se Kitajci izogibali večjim spopadom. S težavami so se srečevali tudi na japonski strani. Problemi so se začeli pojavljati z upravljanjem zasedenega ozemlja. Japonci so problem poskušali rešiti z ustanovitvijo marionetne vlade. Vsi poizkusi so spodleteli, saj Kitajci take vlade niso priznavali, veliko več uspeha so imeli pri novačenju vojakov iz vrst domačinov, s katerimi so nato na zasedenih ozemljih uveljavljali svojo oblast. Konec leta 1941 je Japonska v svojih rokah držala skoraj ves obalni pas Kitajske, ker se je vojna v tistem obdobju preselila na tihomorsko bojišče, se je kitajska fronta za nekaj časa umirila. V tem obdobju kitajska odporniška gibanja niso mirovala in so na zasedenih ozemljih izvajala nenehne sabotažne akcije, ki so na Japonski strani terjale številne žrtve.

### Kitajska obrambna strategija
Kitajska vojska je bila za primer vojne izredno slabo pripravljena. Njena vojska je bila sicer velike vendar izredno slabo oborožena in opremljena, omembe vredne vojaške industrije pa država ni imela, tako da je bilo večino orožja kupljenega v tujini. Za primer vojne se je Kitajska zanašala na pomoč Društva narodov, ki pa se je soočalo s svojimi problemi saj so ga številne države, med katerimi je bila tudi Japonska, neprestano ignorirale. Velik problem so predstavljali tudi nesporazumi in boji za prevlado v kitajskem političnem vrhu med komunisti in nacionalisti pod vodstvom Čang Kaj-Ška. Nesporazumi so šli tako daleč, da so se začeli Kitajci boriti med sabo namesto, da bi se borili proti Japoncem, ki je bil njihov skupni sovražnik.
Ene izmed bolje opremljenih in usposobljenih enot v kitajski vojski so bile t. i. nemške divizije, ki so jih opremili in usposobili nemški inštruktorji. Kitajci so jih uporabili v bojih za Šanghaj, kjer so se odlično izkazale vendar pa kljub temu niso morale poraziti japonske cesarske vojske. Po tej bitki so se kitajske čete samo še umikale, sovražnika so zadrževale le toliko, da so redke industrijske obrate preselili na zahod nato pa so za seboj porušili in uničili vse kar se je dalo. Prav ta taktika (taktika požgane zemlje) je bila glavni kitajski adut v vojni saj je zahteven kitajski teren z visokimi hribi in ozkimi dolinami onemogočal hitre premike japonskih enot. Te so se po letu 1938 tako utrudile, da niso morale več napredovati v notranjost, čeprav pred seboj niso imele nobenega resnega odpora.
Zaradi kroničnega pomanjkanja orožja in ostale vojaške opreme je kitajska vojska po letu 1938 izvajala le manjše vojaške operacije, ki pa so se izkazale za izredno učinkovite. Japoncem so velik problem predstavljali tudi kitajski komunisti, ki so napadali oskrbovalne poti in industrijske obrate pomembne za vojaško industrijo. Za ta dejanja so se Japonci kruto maščevali z uvedbo t. i. politike »uniči vse, opleni vse in zažgi vse« kar je na koncu pripeljalo do strahotnih vojnih zločinov.

### Posredovanje zaveznikov
Tradicionalne kolonialistične sile: Združeno kraljestvo, Francija in ZDA so že od konca prve svetovna vojne s strahom opazovale širjenje japonskega imperializma, še posebej jih je motilo širjenje japonskega imperija na Kitajsko, ki je v tistih časih spadala v njihovo interesno območje. Ker se zadeve po diplomatski poti niso dale rešiti so začeli zavezniki počasi vendar vztrajno oskrbovati kitajsko vojsko z orožjem, vse dokler leta 1937 ni prišlo do napada na ameriško ladjo USS Panay in pokola v Nankingu. Po teh dve dogodkih so zavezniki posegli po ostrejših ukrepih. Preko francoske Indokine so na Kitajsko začeli pošiljati ogromne količine vojaškega materiala britanskega in ameriškega izvora, Avstralija pa je leta 1938 prepovedala izvoz železa na Japonsko. Japonci so se temu maščevali tako, da so leta 1940 zasedli francosko Indokino, ki je bila po porazu Francije lahek plen. S tem je bila glavna oskrbovalna pot za kitajsko vojsko presekana. Vendar zavezniki niso obupali, ZDA so sredi leta 1941 na Kitajsko poslale skupino pilotov prostovoljcev z letali P-40, imenovane Leteči tigri, ki so na kitajskem nebu izbojevali številne zračne zmage proti dosti močnejšemu japonskemu letalstvu. V boj je poslala prostovoljce tudi Sovjetska zveza saj so se Rusi bali japonskega širjenja v Sibiriji.
Po napadu na Pearl Harbor, 7. decembra 1941, je vojna prišla na popolnoma novo raven. V primežu vojne se je skoraj v trenutku znašala cela Azija. Z vstopom ZDA in Velike Britanije v vojno se je Kitajska toliko opogumila, da je Japonski uradno napovedala vojno, kmalu zatem pa je izbojevala odločilno bitko pri Čangšau. Med drugo svetovno vojno je kitajsko bojišče bolj ali manj mirovalo saj je Kitajcem primanjkovalo orožja vseh vrst in izkušenih vojakov. Zavezniki so problem poizkušali rešiti z zračnim mostom preko t. i. Grbe (najvzhodnejši del Himalaje) in kopensko potjo preko Sovjetske zveze, ki pa je bila izredno dolga in zaradi tega nepraktična, tako je ostalo vse do leta 1945 ko je bila odprta nadomestna oskrbovalna cesta v Ledo. Gradnja ceste, ki je potekala preko strmih vrhov in ozkih dolin severne Burme, je bila izredno težavna, poleg tega so cesto neprestano ogrožale japonske ofenzive.
Čeprav se je med vojno večina bojev odvijala na tihomorskem bojišču je kitajsko bojišče kljub temu ostalo ključnega pomena, saj je nase vezalo velik del japonske cesarske vojske. Poleg tega so bile na nezasedenih kitajskih ozemljih številne zavezniške letalske baze iz katerih so se bombniki odpravljali bombardirat Japonsko. Japonci so se tega dobro zavedali, zato so leta 1944 mobilizirali več kot 400.000 vojakov in izvedli operacijo Ichi-Go, največjo ofenzivo v bojih za Azijo in Pacifik. Namen ofenzive je bil uničiti ameriške letalske baze in z železnico povezati Mandžurijo in Indokino. Ofenziva je uspela saj oslabljeni kitajski in zavezniški vojski ni uspelo zavarovati ključnih mest kot so: Hunan, Henan in Guangxi.
Konec leta 1944 so zavezniki prešli v protiofenzivo in osvobodili severni del Burme s čimer so zavarovali strateško pomembno cesto v Ledo. Spomladi leta 1945 so se razmere na bojišču popolnoma spremenile v korist zaveznikov. Z dokončnim odprtjem oskrbovalnih poti si je kitajska vojska opomogla in prešla v ofenzivo. Osvobojeni sta bili mesti Hunan in Guangxi, poleti pa so nameravali osvoboditi še Guangdong in Šanghaj, do česar pa ni prišlo saj sta ofenzivo prehitela atomska bombna napada na Hirošimo in Nagasaki.

### Kapitulacija japonskih čet
Šestega avgusta 1945 so Američani vrgli atomsko bombo na Hirošimo, ker se Japonci kljub temu, da so izgubljali vojno na vseh frontah, niso želeli predati so Američani 9. avgusta odvrgli atomsko bombo še na Nagasaki. Isti dan je Sovjetska zveza izpolnila dogovor iz Jalte in napadla japonske čete v Mandžuriji. Elitna japonska Kvantunška armada, ki je štela okoli milijon vojakov je po dveh tednih bojev razpadla. Premirje je bilo sklenjeno 15. avgusta, brezpogojna kapitulacija pa je bila podpisana 2. septembra 1945 na bojni ladji USS Missouri. Japonske čete na kitajskem so uradno kapitulirale teden dni kasneje, 9. septembra 1945.
Skladno z dogovorom med zavezniki, so se japonske čete na kitajskem, Tajvanu in francoski Indokini predale enotam Čang Kaj-Ška, izjema so bile le japonske enote v Mandžuriji, ki so se predale Rdeči armadi.

## Dogodki po vojni
Kitajska je iz druge svetovne vojne prišla kot velika zmagovalka. Njeno gospodarstvo je bilo zaradi dolgotrajne vojne v popolnem razsulu, razmere je še dodatno poslabšalo vsesplošno pomanjkanje, lakota, inflacija in korupcija v Čjang Kajškovi nacionalistični vladi. Ta si je veliko obetala od industrijsko razvite Mandžurije, kasneje se je izkazalo da s tem ne bo nič saj je Sovjetska zveza kot del vojnih reparacij zasegla in odpeljala večji del težke industrije. Zaradi nezadovoljstva ljudi so na moči začeli pridobivati komunisti pod vodstvom Mao Cetunga, ki so bili že od samega začetka največji sovražnik nacionalistične vlade. Med vojno je bilo med komunisti in nacionalisti sklenjeno premirje zaradi Japoncev, ki so bili njihov skupni sovražnik, po vojni pa je prišlo do novih razhajanj, ki so Kitajsko pripeljala na rob državljanske vojne. Zaradi preganjanja so komunisti pobegnil v gozdove in hribe ter iz njih začeli izvajati gverilsko vojskovanje. V veliko pomoč so jim bile izkušnje pridobljene med japonsko okupacijo ter sovjetska okupacija Mandžurije ki jim je dala relativno varno zavetje pred nacionalistično kitajsko vojsko. V Mandžuriji so se komunisti oborožili z zaseženim japonskim orožjem in se pripravili na prihod Čang Kaj-Škove vojske. Premirje med obema stranema je dokončno razpadlo junija 1946, potem se je Kitajska pogreznila globoko v državljansko vojno, ki se je končal s komunistično zmago in pobegom Čjang Kajška na Tajvan.

## Žrtve in škoda
Med osemletno vojno, ki se je začela leta 1937 in končala 1945 je po različnih podatkih umrlo in bilo ranjenih med 20 in 35 milijonov Kitajcev, 95 milijonov pa je bilo beguncev. Med kitajskimi vojaki je na nacionalistični strani umrlo 3,2 milijona vojakov na komunistični pa 500.000. Zaradi japonskih povračilnih akcij in oddelkov smrti je umrlo 2,7 milijona japonskih civilistov. Veliko civilistov je umrlo tudi zaradi japonskih poizkusov na ljudeh, ki jih je izvajala »enota 731«. Ta je med letoma 1935 in 1945 povzročila smrt med 10.000 in 40.000 ljudi, med 200.000 in 400.000 ljudi pa je umrlo zaradi poizkusov na terenu.
Ker sta obe strani tekom vojne izvajali taktiko požgane zemlje je spopad dobil značaj totalne vojne, tako da je poleg ljudi gromozansko škodo utrpela tudi infrastruktura. Tekom vojne so bila tako uničena cela mesta in vasi, uničene so bile tudi cestne in železniške povezave. Zaradi porušenih jezov so bila številna polja pod vodo in tako neprimerna za proizvodnjo hrane kar je povzročilo lakoto in pomanjkanje. Po nekaterih ocena je vojna povzročila za 383 milijard dolarjev škode.
Velike izgube je imela tudi japonska stran. Po različnih ocenah naj bi japonska cesarska vojska na kitajskih tleh izgubila med 400.000 in 480.000 vojakov kar je med drugo svetovno vojno predstavljalo kar 39 procentov vseh japonskih izgub.
- Šanghaj po letalskem bombardiranju.
- Pokol v Nankingu.
- Žrtve panike ob japonskem bombardiranju.